# Феликс II (антипапа)
Феликс II (лат. Felix Secundus; ? — 22 ноября 365) — папа римский (антипапа) с 355 по 357 годы (во время изгнания папы Либерия).

## Биография
Был фактически назначен императором Констанцием II и крайне непопулярен в народе. Известен несколько большей толерантностью к арианам, чем его предшественники. Когда через 2 года император позволил Либерию вернуться в Рим, народ ликовал и сверг Феликса II. Первоначально антипапа пытался сопротивляться, но после изгнания из Рима успокоился и до конца жизни мирно проживал близ Константинополя.
Некоторые источники, в том числе «Liber Pontificalis», считают Феликса II легитимным папой. Кроме того, его часто путают со святым мучеником Феликсом, похороненным на кладбище близ дороги Аврелия, где Феликс II якобы построил церковь.